# Mundanastrologie
Die Mundanastrologie (von lat. mundus = Welt) ist der Bereich der Astrologie, der sich nicht mit menschlichen Individuen befasst, sondern mit Politik, Wirtschaft und Natur. Sie war von der Antike bis in die Neuzeit hinein das vorherrschende Gebiet astrologischer Betätigung. Ihr Gegenpol ist die Individualastrologie.

## Begriff
Innerhalb der Astrologie beschäftigt sich die Mundanastrologie z. B. mit Krieg und Frieden, Ländern und Völkern der Erde, mit Epidemien und Herrschenden sowie menschlichen Gemeinschaften z. B. eines Vereins, im Gegensatz zur sogenannten Individualastrologie mit den Bereichen der Geburtshoroskope und stundenastrologischen Fragehoroskopen, den sogenannten Elektionen, Wahl eines astrologisch günstigen Zeitpunktes für den Beginn einer Handlung, und der sogenannten Iatroastrologie. Sogenannte 'astrologischen Geschichtsbetrachtungen' werden nur noch selten veröffentlicht.

## Geschichte
Die Mundanastrologie dominierte die astrologische Frühgeschichte im 1. Jt. vor Chr. weitestgehend, z. B. in Mesopotamien bzw. Babylonien. Bis zur Antike galt das gewöhnliche Individuum sowieso wenig, allermeist stand der aktuelle oder kommende Herrscher im Fokus der mundanastrologischen Aktivitäten. Nicht zuletzt aufgrund der ausgeprägten Individualisierung in der modernen abendländischen und westlichen Welt ab dem 20. Jh. verlor die Mundanastrologie weiter an Bedeutung, nachdem schon ab dem 18. Jh. die Astrologie allgemein im Zuge der Aufklärung die Glaubwürdigkeit wie Plausibilität eingebüßt hatte. Vor allem in astrologischen Fachkreisen wird sie allerdings nach wie vor praktiziert. Westliche Politiker, die bei ihren Entscheidungen den Rat von Astrologen suchen, irritieren die Öffentlichkeit, rufen nur Kopfschütteln hervor.

Von großer Bedeutung waren lange Zeit astrologische Vorhersagen des Wetters und der Ernteerträge. Mit dem Aufkommen der wissenschaftlichen Meteorologie im 19. Jh. wurden diese überflüssig, und Relikte leben nur noch in Bauernregeln und Mondkalendern fort.

## Bereiche

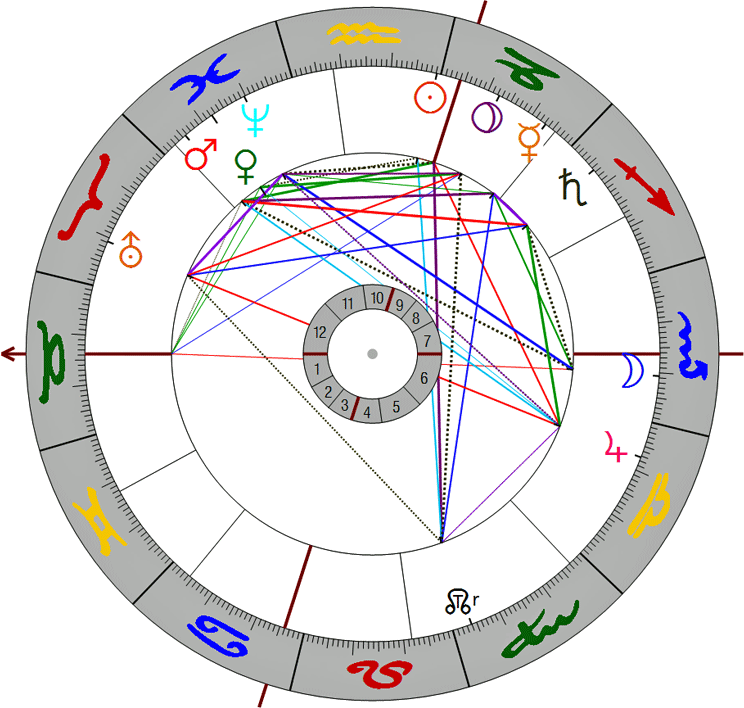
Mundanstrologie: Horoskop für Vereidigungsaugenblick von US-Präsident Donald Trump am 20. Januar 2017, 11h59 Washington D.C. Äußerer Ring: 12 Tierkreiszeichen; innerer Ring: 12 Häuser mit den Symbolen verschiedener Gestirne. Rote Linien ~ disharmonische, grüne und blaue Linien ~ harmonische Winkel (Aspekte).

### Staaten und Politik
Für Horoskope von Kollektiven und öffentlichen Ereignissen ist es vorteilhaft, über einen klar definierten Anfangszeitpunkt zu verfügen, wie er zum Beispiel durch den Zeitpunkt einer Vertragsunterzeichnung, der Ausstellung einer Gründungsurkunde oder eines öffentlichen Rituals, z. B. des Spatenstichs oder einer Grundsteinlegung, markiert wird. Auf diesen Zeitpunkt kann dann ein Horoskop erstellt werden. Genauso werden Regierungsperioden und zwischenstaatliche Vertragsabschlüsse astrologisch gedeutet, Prognosen erstellt.
Bei Staaten sind in der Regel mehrere Zeitpunkte und Horoskope relevant: etwa die Ausrufung der Verfassung oder die Vereidigung einer Regierung.
Es gibt bzw. gab diverse, auch voneinander abweichende, traditionelle Zuordnungen der Länder und großen Städte zu den Tierkreiszeichen, wie bereits im Tetrabiblos des Ptolemäus aufgeführt. Z.B. Deutschland zu Widder oder Krebs bzw. Skorpion, östliche Schweiz zu Stier, Schweiz allgemein zu Jungfrau.

### Wetterastrologie
Schon Johannes Kepler betrieb über Jahrzehnte regelmäßige Wetteraufzeichnungen.
Zur Wettervorhersage verwendet man hauptsächlich Quartalshoroskope.

### Wirtschafts- und Börsenastrologie
Ein Firmenhoroskop kann bei Personengesellschaften z. B. für den Zeitpunkt der Unterschriften auf dem Gesellschafter-Vertrag erstellt werden, bei Kapitalgesellschaften formal auf den Eintrag ins zuständige Handelsregister, hierbei auf 0 Uhr des Eintragungstages zurück gerechnet. Für die Erstausgabe von börsennotierten Aktien eines Unternehmens ist in der Regel der Tag, oft sogar eine Uhrzeit bekannt.

## Methoden
Für die astrologische Untersuchung weltweiter Prozesse sind von Bedeutung:

### Zyklen
Zyklen der Planeten, wozu auch Neumond und Vollmond gehören, vor allem aber Große Konjunktionen und Aspekte der 'langsamen' Planeten Saturn bis Neptun.
Speziell die Große Konjunktion mit Jupiter und Saturn wurde immer wieder als astronomisch-astrologischer Hintergrund für die biblische Erzählung des Sterns von Bethlehem und der Drei Weisen aus dem Morgenland bzw. Sterndeuter aus dem Osten im Matthäus-Evangelium gedeutet:

Als Jesus zur Zeit des Königs Herodes in Bethlehem in Judäa geboren worden war, kamen Sterndeuter aus dem Osten nach Jerusalem und fragten: Wo ist der neugeborene König der Juden? Wir haben seinen Stern aufgehen sehen und sind gekommen, um ihm zu huldigen.
Der Zyklus des legendären Platonischen Jahres dauert knapp 26.000 Jahre und beruht auf der Präzession des Frühlingspunktes. Aus seinen „Monaten“ leitet sich die Theorie über astrologische Zeitalter ab wie Wassermannzeitalter, Fischezeitalter.

### Ingresse
Mit Ingressen meint man die Eintritte der „langsamen“ Planeten Saturn und Uranus, Pluto und Neptun in ein neues Tierkreiszeichen. Die astrologisch behauptete Veränderung der Zeitqualität soll immer einen markanten Punkt für ganze Generationen von Menschen der gleichen Jahrgänge setzen.

### Finsternisse
Sonnen- und Mondfinsternisse finden mehrmals im Jahr statt. Sie gelten astrologisch – meist beeinträchtigend, schwächend – für mehrere Monate (zumindest bis zur nächsten Finsternis), vor allem für die von der „Lichterverdunkelung“ betroffenen Gebiete.

### Quartalshoroskope
Sogenannte Quartalshoroskope werden auf den Zeitpunkt des Eintritts der laufenden Sonne auf 0° Steinbock (Winteranfang) oder 0° Widder (Frühjahrsbeginn) etc., erstellt, und sollen vor allem für die Wetterastrologie wichtig sein sowie in politischen Prognosen für das kommende (Viertel-)Jahr.
- Transite und Direktionen eines Mundanhoroskops sind ebenfalls zu berücksichtigen.
- Sogenannte Relokationshoroskope bzw. die Astrokartographie zieht man heran, wenn man einen interessierenden Ort näher erforschen will.